# 15849 Billharper
15849 Billharper este un asteroid din centura principală de asteroizi.

## Descriere
15849 Billharper este un asteroid din centura principală de asteroizi. A fost descoperit pe 18 decembrie 1995 la Kitt Peak National Observatory în cadrul proiectului Spacewatch. Asteroidul prezintă o orbită caracterizată de o semiaxă mare de 2,95 ua, o excentricitate de 0,07 și o înclinație de 2,4° în raport cu ecliptica.